# Исланова, Рауза Мухамеджановна
Рауза Мухамеджановна Исланова (род. 8 февраля 1948) — советская и российская теннисистка, тренер. Мастер спорта СССР международного класса.

## Биография
Родилась в 1948 году. Начала играть в теннис в 10 лет. Первый тренер — Клавдия Борисова, впоследствии также тренировалась у С. Мирзы и З. Черятовой. Выступала за ДСО «Спартак».
Чемпионка СССР (1965-66) среди девушек в одиночном разряде. Чемпионка Спартакиады народов СССР 1967 в составе сборной команды Москвы. Финалистка чемпионатов СССР в одиночном (1969) и парном (1967) разрядах. Обладательница Кубка СССР (1969) в составе команды «Спартак» (Москва). Победительница Всесоюзных зимних соревнований (1971) в паре. Чемпионка ВЦСПС в одиночном и парном разрядах (1973). Чемпионка Москвы в одиночном разряде (1971 — зима) и миксте (1971 — лето). Абсолютная чемпионка ДСО «Спартак» (1968). Обладательница «Кубка Суабо» (1968) в составе сборной команды СССР. Финалистка открытого чемпионата ОАР (1967) в миксте. Победительница Зимнего международного турнира 1976 в одиночном разряде. Входила в десятку сильнейших теннисисток СССР (1967-76); лучшее место — пятое (1968). В 1976 году была удостоена звания мастера спорта СССР международного класса.
После окончания выступлений перешла на тренерскую работу. Окончила ГЦОЛИФК. C 1976 года — тренер СДЮШОР «Спартак». Была первым тренером Е. Дементьевой, А. Мыскиной, Д. Сафиной, М. Сафина. Среди её прочих воспитанников — Мастера спорта СССР В. Вительс и О. Манапов, Н. И. Едешко. Под её руководством теннисисты «Спартака» выиграли «Кубок Reebok» (1996) и были финалистами розыгрыша кубка (1998).
Дважды лауреат теннисной премии «Русский кубок» (1998: в номинации «Лучший детский тренер»; 2008: «Лучший тренер России 2008 года»).
Награждена Медалью ордена «За заслуги перед Отечеством» II степени (2010).

### Семья
Супруг — Мубин Алексеевич Сафин, директор теннисного клуба в Москве. Дети — известные российские теннисисты Марат Сафин и Динара Сафина.